# Slag bij Raymond
De Slag bij Raymond vond plaats op 12 mei 1863 bij Raymond, Mississippi tijdens de Amerikaanse Burgeroorlog. De Zuidelijken onder leiding van luitenant-generaal John C. Pemberton slaagden er niet in om de Noordelijke opmars onder leiding van generaal-majoor Ulysses S. Grant naar de spoorwegen rond Vicksburg tegen te houden. Vicksburg werd afgesneden van versterkingen en bevoorrading.
Deze relatief kleine slag had een grote invloed op het verdere verloop van de Vicksburg-veldtocht. Pemberton was zijn communicatie-en bevoorradingslijnen kwijt. Pemberton had nu drie keuzes. Ofwel trok hij zich terug en liet hij de stad aan haar lot over ofwel zou hij het beleg aanvaarden. Een derde keuze was het vijandelijk veel sterker leger in een slag te verslaan. Pemberton koos in eerste instantie voor de derde optie. In de Slag bij Champion Hill op 16 mei 1863 viel hij Grants leger aan.

## Manoeuvres voor de slag

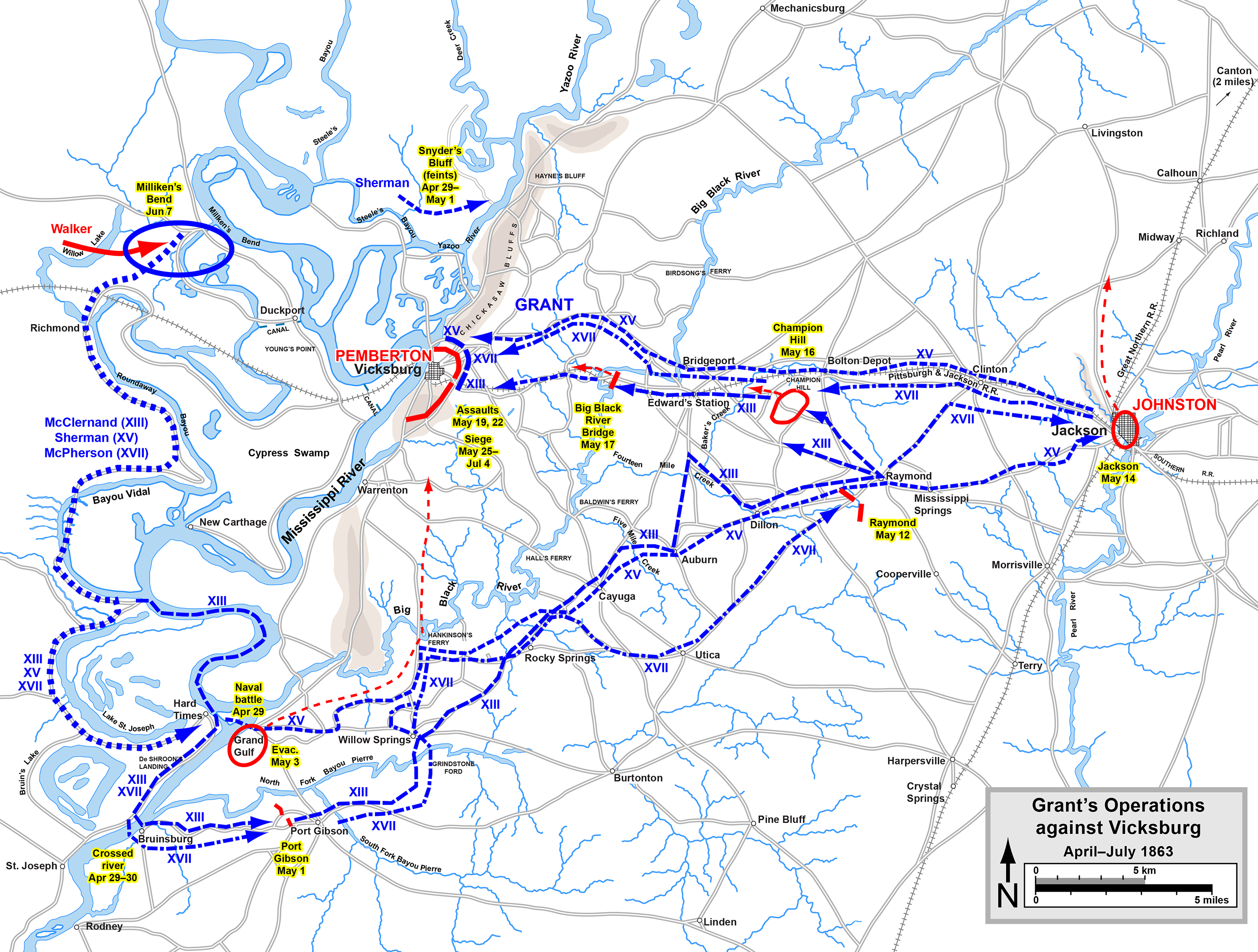
Grants operaties tegen Vicksburg.

Pemberton had een defensief plan uitgewerkt. Zijn bedoeling was om Grants leger tegen te houden ter hoogte van de Fourteen Mile Creek. Alle versterkingen die hij kreeg uit Jackson, Mississippi werden daarom naar Raymond gestuurd. Rond Raymond voerde de cavalerie van Wirt Adams verkenningen uit om de aantocht van Grants leger tijdig op te merken. Adams ontving het bevel om alleen naar Edwards te gaan. Adams volgde echter het bevel op van generaal-majoor John S. Bowen om met zijn volledig regiment naar Edwards te komen.
De Zuidelijke versterkingen bestonden uit de brigades van Gregg, Maxey, WHT Walker en Gists brigades. De eerste 173 km werden ze per trein vervoerd. De andere 137 km moest de voet afgelegd worden omdat de spoorweg vernietigd was. Ze arriveerden in Jackson op 9 mei. Een cavalerie-aanval van generaal-majoor James B. McPherson vernietigde de spoorweg net ten noorden van Brookhaven. Hierdoor werd de brigade van Maxey geblokkeerd. Ze speelden geen rol in de komende slag.
Na een rustdag bij Pearl River, net ten noorden van Jackson, ontving Gregg orders om op 11 mei naar Raymond te marcheren. Daar arriveerden ze in de late namiddag. Zijn brigade kreeg ook daar weinig rust. De stad werd verdedigd door vijf cavaleristen. Gregg nam onmiddellijk de verdediging op zich en liet zijn soldaten de invalswegen naar Jackson bewaken. De Zuidelijken waren zich niet bewust van het feit dat de Noordelijken dicht in de buurt waren. Soldaten van McPhersons XVII Corps marcheerden in de omgeving van Utica, Mississippi op de weg tussen Utica en Raymond op zoek naar drinkbaar water. De rest van Grants leger zocht zich een weg naar de spoorweg ten noorden van McPhersons positie. Grant liet McPherson oprukken naar Raymond. De Noordelijke cavalerie van John Logans derde divisie had de Zuidelijke legermacht waargenomen langs de Utica Road.
Dankzij lokale bronnen hadden de Noordelijken een goed beeld omtrent de sterkte van de Zuidelijke strijdmacht. Logan stelde zijn 20th Ohio Volunteer Infantry op en liet ze in slaglinie oprukken. Na veel tijdverlies en gevloek werd de slaglinie ingekort om sneller vooruitgang te boeken. Rond 10.00u arriveerden ze in een klein veldje naast Fourteen Mile Creek.
Gregg had inlichtingen gekregen over Noordelijke eenheden ten zuiden van Edwards. Daarom veronderstelde hij dat de strijdmacht voor Jackson slechts een verkenningseenheid was. Hij liet zijn soldaten opstellen buiten Raymond om de dreiging van de ‘kleine’ vijandelijke strijdmacht tegen te gaan. 35 soldaten werden naar de strategische brug over de Creek gestuurd. Gregg wou de Noordelijken over de brug en naar een hinderlaag lokken zodat hij met zijn 3.000 soldaten de vijand kon verslaan.

## De slag
Gregg keek vol spanning uit naar de opmars van de Noordelijke scherpschutters. Tot zijn grote verbazing zag Gregg de Noordelijken stoppen en een kanon opstellen. DeGolyers 8th Michigan Battery vuurde enkele schoten op de brug af om de Zuidelijken aldaar te verdrijven. Voor Gregg kon dit maar één ding betekenen. Voor hem stonden geen verkenners maar ten minste een volledige Noordelijke brigade. Gregg paste zijn plan snel aan. Hij stuurde zijn hoofdmacht 500 m naar achter naar de heuvels rond Fourteen Mile Creek. Zo waren zijn soldaten voorlopig beschermd tegen de vijandelijke artillerie. Hij liet twee regimenten in een hinderlaag achter om de Noordelijken aan te vallen mochten ze de burg oversteken. Twee andere regimenten lagen klaar om de achterhoede van de Noordelijken aan te vallen. Gregg vergat om een boodschapper naar Pemberton te sturen om hem op de hoogte te brengen van zijn plannen.
Pembertons plan liet de ruimte om het zwaartepunt van de aanval te bepalen aan Grant. Mocht Grant Raymond dan wel Edwards aanvallen, zijn achterhoede bleef onbeschermd achter. Op dit moment zou Pemberton de volgende fase van zijn plan in werking doen treden. Om dit plan te doen slagen mocht Gregg geen strijd leveren met de Noordelijken. Indien hij een grote Noordelijke strijdmacht voor zich kreeg, moest Gregg zich terugtrekken naar Jackson. Ondertussen zou Pemberton de vijand een vernietigende slag toebrengen.
Technisch gezien volgde Gregg Pembertons bevelen op. Zijn 3.000 soldaten waren veel sterker dan de brigade die hij dacht voor zich te hebben. Wat Gregg niet wist, was dat McPherson zijn eigen hinderlaag aan het opstellen was. De derde disivie was zich in alle stilte aan het opstellen verscholen achter de tweede brigade.
McPherson vermoedde dat in de bossen tegenover hem een substantiële Zuidelijke strijdmacht moest liggen. Hij liet zijn soldaten uitrusten en eten. Hij hield één brigade in reserve. Op zijn linkerflank stelde hij de cavalerie op. Op de rechterflank stelde hij zijn infanterie op met nog enkele cavalerie-eenheden. Net toen de Noordelijken van hun lunch genoten hadden, werd er een artillerieduel uitgevochten tussen de Noordelijke kanonnen en die van Gregg. Rond de middag beval McPherson Logan op te rukken.
De steile oevers en dichte begroeiing maakten de opmars er niet gemakkelijker op. De orders werden niet via trompetten of trommels doorgegeven maar via koeriers waardoor de slaglinie ongelijkmatig oprukte. De soldaten van het 23rd Indiana Infantry Regiment slaagden erin om de Creek over te steken maar botsten per toeval op Zuidelijke eenheden die in een hinderlaag lagen. De Noordelijken werden niet volledig vernietigd omdat de Zuidelijken geen bajonetten hadden om hun werk af te maken.
Na het horen van geweervuur raakte colonel Manning Force van de 20th Ohio Infantry Regiment in paniek. Hij gaf het bevel tot de aanval. Zijn soldaten stormden naar voren en bereikten de bedding van de Creek. Tot hun ontzetting zagen ze dat ze als enigen hadden aangevallen. De oevers van de Creek waren te steil om terug te trekken of om op te rukken. De 7th Texas viel hun positie aan. Force stuurde koeriers naar zijn brigade om ondersteuning te vragen.
De 7th Texas en 3rd Tennessee voerden de druk op en rukten op naar de Noordelijke hoofdlinie. Beide partijen vuurden vanop korte afstand op elkaar. Toen trokken de Noordelijken zich terug om hun linie te herstellen. Deze tactische terugtocht werd door de Zuidelijken gezien als een volledige terugtocht. De Zuidelijken zetten opnieuw de aanval in maar botsten op de herstelde Noordelijke slaglinie.
Ondertussen rukten twee Zuidelijke regimenten in volledige stilte op, klaar om de vijandelijke achterhoede aan te vallen. Scherpschutters verjoegen de Noordelijke cavalerie. Op dit moment moet Logan gedacht hebben dat de slag verloren was. Zijn cavalerie trok zich terug. Zijn rechterflank was nergens te bespeuren en zijn linkerflank probeerde zich te hergroeperen. Hij stuurde twee regimenten naar de plaats waar de 23 Indiana stond. Twee ander regimenten werden vooruit gestuurd om de sterkte van de vijand te bepalen die zijn cavalerie had verjaagd.
Toen de Zuidelijke bevelhebber van de flankeereenheden uit de bossen verscheen, zag hij dat hij in de problemen zat. Aan zijn rechterhand zag hij een vijandelijke slaglinie tot zover het oog reikte. Aan zijn linkerhand hoorde hij de twee regimenten van Logan passeren. Gregg had zich misrekend. In plaats van tegen een vijandelijke brigade vochten de Zuidelijken tegen een volledige divisie. De Zuidelijken trokken zich haastig terug.
De Zuidelijken waren in hun eigen val gelopen. Ze vochten tegen een sterkere vijand die hun van verschillende zijden belaagde. De linkerflank begon af te brokkelen. Kolonel Hiram Granbury van de 7th Texas liet zijn soldaten terugtrekken. Hij veranderde echter van mening en stuurde een tweede koerier om bevel te niet te doen. De koerier werd geraakt door een kogel en kon de tweede boodschap niet overbrengen. Een deel van het regiment kon zich terugtrekken. Een ander deel werd vernietigd bij het oversteken van de Creek.
De twee regimenten die normaal de flankeerbeweging dienden uit te voeren, stuurden een boodschapper naar Gregg om nieuwe orders te krijgen. De koerier geraakte nooit bij Gregg maar kwam wel terug met het nieuws dat hun centrum op de vlucht sloeg. Ze trokken zich onmiddellijk terug naar veiliger oorden. Toen ze uit de bossen kwamen, botsten ze de Noordelijke slaglinie. Ze voerden een charge uit en slaagden erin om door de vijandelijke linies heen een heuveltop te bereiken. Ook andere regimenten bereikten deze heuveltop.
De Noordelijken probeerden nu hun eenheden te reorganiseren om de heuveltop aan te vallen. Ondertussen bereikten steeds meer en meer Zuidelijken de heuveltop en kon Gregg min of meer een defensieve linie vormen. De 1st Tennessee Infantry Battalion voerde telkens opnieuw schijnaanvallen uit om Gregg de nodige tijd te geven in het vormen van zijn slaglinie. De 41th en 50th Tennessee probeerden de flanken te verzekeren.
Toen Gregg zijn eenheden gereorganiseerd had, trok hij zich terug via Raymond naar Jackson. Toen ze in Raymond aankwamen, ontmoeten ze de voorste eenheden van Wirt Adams cavalerie. Deze keer was de cavalerie te laat om te helpen. Ze vormden de achterhoede om het uitgedunde leger van Gregg te dekken bij hun terugtocht.

## Gevolgen
De Noordelijken verloren 68 doden, 341 gewonden en 37 vermisten. De Zuidelijken hadden 100 doden, 305 gewonden en 415 gevangenen verloren.
Grants plan voorzag erin dat hij Pembertons leger zou proberen te splitsten om dan de verschillende onderdelen afzonderlijk te verslaan. Toen hij hoorde dat Pembertons linkervleugel (Gregg) zich teruggetrokken had naar Jackson veranderde Grant zijn plan. In plaats van twee divisies naar Jackson te sturen, zou hij zijn volledig leger inzetten om de stad in te nemen. Dit zou tot de Slag bij Jackson (Mississippi) leiden. Daarna keede Grant zijn leger om en viel Pemberton aan in de Slag bij Champion Hill op 16 mei 1863 en de Slag bij Big Black River Bridge op 17 mei. Pemberton trok zijn gehavend leger terug naar Vicksburg.